# إيف جيليس
إيف جيليس (من مواليد 9 يوليو 2003) هي حاملة لقب ملكة جمال فرنسا وتوجت ملكة جمال فرنسا 2024. سبق لها أن توجت ملكة جمال نورد با دو كاليه 2023 وهي رابع امرأة من نورد با دو كاليه تفوز ملكة جمال فرنسا، بسبب تسريحة شعرها القصيرة ذكرت وسائل الإعلام الفرنسية أيضًا أن جيل هي أول امرأة ذات شعر قصير تصبح ملكة جمال فرنسا.
كانت نسخة 2024 هي المرة الأولى التي لا تظهر فيها سيلفي تيلييه كمقدمة مشاركة للبرنامج منذ انضمامها إلى إنتاج ملكة جمال فرنسا 2009، بعد رحيلها عن ملكة جمال فرنسا في ختام مسابقة ملكة جمال فرنسا 2023، بالإضافة إلى النسخة الأولى منذ ذلك الحين. وفاة جينيفيف دي فونتيني، رئيسة لجنة ملكة جمال فرنسا من عام 1981 إلى عام 2007. وكانت نسخة 2024 أيضًا هي النسخة الأخيرة من ملكة جمال فرنسا تحت قيادة الرئيس. أليكسيا لاروش جوبيرت، التي غادرت بعد انتهاء المسابقة.